# حسن شاه‌صفی
حسن شاه‌صفی (زاده ۱۵ مهر ۱۳۴۳ دماوند) سرتیپ خلبان نورثروپ اف-۵ نیروی هوایی ارتش جمهوری اسلامی ایران و فرمانده آن نیرو در فاصله ۱۰ شهریور ۱۳۸۷ تا ۲۸ مرداد ۱۳۹۷ بود. وی از ۲۱ شهریور ۱۳۹۷ به‌عنوان جانشینِ معاون هماهنگ‌کننده ارتش فعالیت می‌کند.

## زندگی‌نامه
حسن شاه‌صفی در سال ۱۳۴۳ در شهرستان دماوند زاده شد. وی پس از اتمام تحصیلات متوسطه در سال ۱۳۶۱ در نیروی هوایی ارتش جمهوری اسلامی ایران استخدام و پس از گذراندن دوره‌های مربوطه و فارغ‌التحصیلی از دانشکده خلبانی، فعالیت رسمی در نهاجا را با درجهٔ ستوان دومی، آغاز نمود. وی سپس به عنوان خلبان هواپیمای شکاری اف-۵ در پایگاه‌های نیروی هوایی ارتش مشغول به فعالیت شد و در سالهای پایانی جنگ ایران و عراق در چندین عملیات پشتیبانی هوایی، حضور داشت. 
شاه‌صفی در سال ۱۳۷۵ دوره عالی رسته‌ای و در سال ۱۳۷۸ دوره دافوس را در دانشگاه فرماندهی و ستاد آجا به اتمام رساند. او دارای ۲ فرزند می‌باشد.

## سوابق
- رئیس عملیات تاکتیکی معاونت عملیات نهاجا
- جانشین مدیر عملیات معاونت عملیات نهاجا
- جانشین فرمانده پایگاه چهارم شکاری دزفول
- فرمانده پایگاه چهارم شکاری
- جانشین فرمانده نیروی هوایی ارتش
- فرمانده نیروی هوایی ارتش
- جانشین رئیس ستاد مشترک ارتش

## فرمانده نیروی هوایی ارتش
حسن شاه‌صفی به پیشنهاد فرمانده کل ارتش و با حکم رهبر جمهوری اسلامی ایران، از ۱۰ شهریور ۱۳۸۷ به سمت فرماندهی نیروی هوایی ارتش منصوب شد و تا ۲۸ مرداد ۱۳۹۷ که عزیز نصیرزاده جایگزین وی شد، به مدت یک دهه در این جایگاه فعالیت کرد. شاه‌صفی طولانی‌ترین دوره فرماندهی را در میان فرماندهان نهاجا (پس از انقلاب ۱۳۵۷) به خود اختصاص داده‌است.

## جانشین رئیس ستاد مشترک ارتش
شاه‌صفی در شهریورماه ۱۳۹۷ به سمتِ جانشین معاون هماهنگ‌کننده ارتش جمهوری اسلامی ایران (جانشین رئیس ستاد مشترک ارتش) منصوب گردید. هم‌اکنون حبیب‌الله سیاری (فرمانده پیشین نیروی دریایی ارتش) ریاست ستاد مشترک ارتش جمهوری اسلامی ایران را برعهده دارد و شاه‌صفی بعنوان جانشین وی فعالیت می‌نماید.

## نشان نصر
حسن شاه‌صفی در تاریخ ۷ شهریور ۱۳۹۷ نشان نصر دریافت کرد. به نوشته ایسنا این نشان از سوی سیدعلی خامنه‌ای، رهبر جمهوری اسلامی ایران، «در راستای اجرای مأموریت‌های متعدد در نیروی هوایی ارتش جمهوری اسلامی ایران و به پاس سال‌ها خدمت صادقانه، مخلصانه و شجاعانه در این نیرو» به شاه‌صفی داده شده‌است.

## جایزه‌ها و نشان‌های افتخار
این بخش شامل نشان‌ها و جایزه‌های رسمی امیر شاه‌صفی است که بر روی لباس همسان او نصب می‌شود، ولی جایزه‌های غیرنظامی و غیررسمی را در برنخواهد گرفت.

### آرم‌ها
| هیئت معارف جنگ          |           |
| دانشگاه فرماندهی و ستاد | خلبان F-5 |
| دانشگاه عالی دفاع ملی   | آجا       |

### نوار نشان‌ها
|  |  |  |
|  |  |  |
|  |  |  |
|  |  |  |
|  |  |  |

### نام نشان‌ها
|                        | نشان نصر               |                        |
| نشان ایثار             | نشان ورزش              | دوره دکتری             |
| دوره کارشناسی ارشد     | دوره کارشناسی          | دوره دافوس             |
| دوره علوم استراتژیک    | دوره عالی              | دوره مقدماتی           |
| دوره سوم دانشگاه افسری | دوره اول دانشگاه افسری | دوره دوم دانشگاه افسری |